# Liste der preußischen Lokomotiven und Triebwagen
Diese Liste bietet eine Übersicht über die Lokomotiven und Triebwagen der Preußischen Staatseisenbahnen. Aufgeführt sind auch die Lokomotiven der Großherzoglich Hessischen Staatseisenbahnen und der Preußisch-Hessischen Eisenbahngemeinschaft sowie die Lokomotiven, die ab 1920 von der Deutschen Reichsbahn vor Einführung des Baureihenschemas der Deutschen Reichsbahn mit Bezeichnungen entsprechend dem preußischen Baureihenschema beschafft wurden.

## Bezeichnung der Lokomotiven

### Bezeichnungsschema 1883
Bis zum 1. April 1883 bezeichneten die preußischen Staatsbahnen oder übernommenen Privatbahnen ihre Lokomotiven mit Namen und/oder Nummern. Ab diesem Datum wurde folgendes Nummernschema in allen Direktionen eingeführt.
| 1 bis 99      | ungekuppelte Lokomotiven                |
| 100 bis 499   | gekuppelte Reisezuglokomotiven          |
| 500 bis 799   | zweifach gekuppelte Güterzuglokomotiven |
| 800 bis 1399  | dreifach gekuppelte Güterzuglokomotiven |
| 1400 bis 1699 | zweifach gekuppelte Tenderlokomotiven   |
| 1700 bis 1899 | dreifach gekuppelte Tenderlokomotiven   |
| 1900 bis 1999 | Sonderbauarten                          |

Das Schema galt für alle Staatsbahndirektionen und für alle auf Rechnung des Staates verwalteten Privatbahnen. Die vorhandenen Lokomotiven waren in das vorgegebene System einzuordnen. Eine eindeutige Bezeichnung einer Lokomotive war somit nur durch die Verbindung von Direktionsnamen und Betriebsnummer möglich.
Aufgrund der fortschreitenden Beschaffung reichten die bisherigen Nummernbereiche und Bezeichnungsschemata nicht mehr aus. Das Nummernschema wurde jedoch nicht noch einmal neu aufgestellt. So mit kam es in den einzelnen Direktionen durch Neubesetzungen frei gewordener Nummern und individuell angepasste Bezeichnungen zu einem Bezeichnungswirrwarr.

### Bezeichnungsschema 1905
Aufgrund der entstandenen Unübersichtlichkeit führte man 1905 ein neues Bezeichnungssystem ein. Dieses orientierte sich an dem von der Direktion Elberfeld seit 1892 benutzten und von einigen anderen Direktionen übernommenen System. Die Umsetzung in allen Direktionen der Preußischen Staatseisenbahnen erfolgte zwischen 1905 und 1908.
Es wurden vier Hauptgruppen gebildet:
- S – Schnellzuglokomotiven
- P – Personenzuglokomotiven
- G – Güterzuglokomotiven
- T – Tenderlokomotiven

Innerhalb der Hauptgruppen wurden die Lokomotiven in Gruppen gleicher Leistung zusammengefasst. Eine angefügte Zahl stand für die Leistungsklasse, je höher umso leistungsfähiger. Lokomotiven mit zum damaligen Zeitpunkt mittlerer Leistung erhielten die Zahl 3. Für Naßdampflokomotiven waren ungerade und für Heißdampflokomotiven gerade Zahlen vorgesehen. Zusammen bildeten der Kennbuchstabe und die Gruppennummer die Bezeichnung der Gruppe.
Den einzelnen Gruppen wurde ein bestimmter Nummernbereich zugeordnet, der oftmals noch nach Zwillings- und Verbundlokomotiven unterteilt war.
Da die Einstufungskriterien einen gewissen Spielraum ließen und vielfach Lokomotiven gleicher Bauart unterschiedlich bewertet wurden, konnte es vorkommen, dass gleiche Loktypen in den verschiedenen Direktionsbezirken in unterschiedliche Gruppen eingeordnet wurden.
Ab 1910 wurde mit Indizes die Einteilung innerhalb der Gruppen verfeinert, wobei aber diese bei den bis dahin in Dienst gestellten Bauarten nur auf dem Papier verwendet wurden, nicht aber an den Lokomotiven selbst angeschrieben wurden. Im Rahmen dieser Maßnahme wurden auch einzelne Loktypen in eine andere Gruppe umgezeichnet. Durch Ausmusterung älterer Lokomotiven waren die Gruppen mittlerweile weitgehend typenrein. Somit wandelte sich die Gruppenbezeichnung nach und nach in eine Gattungs-(Baureihen-)bezeichnung.
Ab 1914 begann man die Nummernvergabe nicht mehr konsequent zu handhaben. Diese Situation verschlimmerte sich nach dem Ende des Weltkriegs aufgrund der Auflösung von Eisenbahndirektionen sowie der „ungeordneten“ Indienststellung von Lokomotiven.

### Bezeichnungssystem des technischen Maschinendienstes
Für den technischen Maschinendienst war das 1883 eingeführte Schema nicht praktikabel. Um einzelne Lokomotivtypen zu bezeichnen, wurde deshalb ein zweites Bezeichnungssystem eingeführt.
Die Lokomotivbezeichnung bestand aus einer führenden Bruchzahl zur Angabe des Kupplungsverhältnisses, Großbuchstaben zur Angabe des Hauptverwendungszwecks und der Dampfart sowie weiteren, kleingeschriebenen Abkürzungen für sonstige Angaben.
| - H. – Heißdampf- - S. – Schnellzug- - P. – Personenzug- - G. – Güterzug- - T. – Tender- - L. – Lokomotive | - u. – und - dr. – Laufdrehgestell - dr. kr. – Krauss-Drehgestell (-Lenkgestell) - 3cyl. – Dreizylinder- - 4cyl. – Vierzylinder- - v. – Verbund-Triebwerk |

Nassdampf-, Schlepptenderlokomotiven, Zweizylindertriebwerke und einfache Dampfdehnung wurden nicht gesondert bezeichnet.
2/4 H. S. L. dr. bezeichnete so eine zweifach gekuppelte vierachsige Heißdampf-Schnellzuglokomotive mit Laufdrehgestell.
Weitere Angaben wie „Omnibus“ wurden ausgeschrieben. Mit dem Zusatz „mit hinterer Laufachse“ war es möglich, zu unterscheiden ob ein Laufradsatz vor oder hinter den Kuppelrädern lag. In der Folge kamen noch weitere Bezeichnungen dazu, um die verschiedenen Loks zu differenzieren. So wurde der Name der Urheberfirma oder der erstbeschaffenden Eisenbahndirektion, das Baujahr oder ob die Lok nach Normalien gebaut wurde zur Unterscheidung herangezogen. Auch nach der Einführung des 1905er Schemas wurde dieses Bezeichnungssystem weiterverwendet. Ab 1910 wurde die Angabe des Kupplungsgrads in Form einer Bruchzahl durch eine Kombination aus Zahlen für Laufachsen und Buchstaben für Kuppelachsen zur Bezeichnung der Achsfolge (siehe Achsformel) ersetzt.

### Bezeichnung der Elektrolokomotiven und Triebwagen
Die ersten ab 1908 beschafften Lokomotiven erhielten die Gattungsbezeichnungen „WSL“ – Wechselstrom-Schnellzug-Lokomotive und „WGL“ – Wechselstrom-Güterzug-Lokomotive sowie Betriebsnummern ab 10201 für die Güterzugloks und 10501 für die Schnellzugloks. Weiterhin erfolgte die Angabe der Eisenbahndirektion. Da das System für die ab 1911 bestellten Lokomotiven nicht mehr ausreichte, führte man ein an den Dampflokbezeichnungen angelehntes System ein.
Es bestand aus den Gattungsbezeichnungen:
- ES – Schnellzuglokomotiven (Betriebsnummern ab 1)
- EP – Personenzuglokomotiven (Betriebsnummern ab 201)
- EG – Güterzuglokomotiven (Betriebsnummern ab 501)
- EV – Verschiebelokomotiven (Betriebsnummern ab 1)

Mehrteilige Lokomotiven wurden mit Kleinbuchstaben gekennzeichnet.
Die Triebwagen erhielten anfänglich nur eine Betriebsnummer. Ab 1910 wurden Kennbuchstaben eingeführt.
- AT – Akkumulatortriebwagen (Betriebsnummer ab 201), später nur „A“
- DT – Dampftriebwagen (Betriebsnummer ab 1)
- VT – Verbrennungsmotortriebwagen (Betriebsnummer ab 1)
- ET – Elektrotriebwagen (unterschiedliche Nummernsysteme)

Die Betriebsnummern wurden stets mit der Heimatdirektion angegeben um eventuelle Verwechslungen zu vermeiden.